# NGC 642
NGC 642 (również PGC 6112) – galaktyka spiralna z poprzeczką (SBc), znajdująca się w gwiazdozbiorze Rzeźbiarza. Odkrył ją John Herschel 27 września 1834 roku.